# Marchia Friulska
Marchia Friulska – przygraniczna marchia Karolingów, umieszczona między Adriatykiem a Balatonem i istniejącą w latach 828-952, po czym włączona przez Ottona I do Marchii Werony. Była sukcesorem longobardzkiego księstwa Friuli.
Gdy longobardzkie królestwo Włoch zostało w 774 podbite przez Karola Wielkiego, pozwolił on longobardzkim, a potem frankijskim książętom kontynuować rządy nad Friulią – do której dołączył Pannonię jako integralną część swego imperium – jako zaporą przeciw wdzierającym się Awarom i Chorwatom. Gdy ostatni książę, Baldric, został usunięty z urzędu w 827, księstwo podzielono na cztery hrabstwa (Zjazd w Akwizgranie 828). W 846 hrabstwa ponownie zebrano razem i przyznano Eberhadowi, pochodzącemu z klanu Unrochingów, jednego z klanów Franków. Wprawdzie otrzymał on tytuł dux, to jego następcy byli zwani marchio, czyli "margrabia".
W 887 Berengar I został wybrany królem Włoch. Jego wybór doprowadził do dziesięcioleci walk o tron między rywalizującymi pretendentami. Berengar utracił tron w 888 i nie udało mu się go odzyskać aż do 905. W tym czasie pozostawał samodzielnym panem Friuli, która zawsze go wspierała. Po jego śmierci w 924, jego zwolennicy wybrali na króla Hugona z Arles. Hugon nie wyznaczył nowego margrabiego i marchia leżała pusta, chociaż pozostawała politycznie częścią (Marchia Werony) królestwa Włoch do późnego średniowiecza.